# Брецфельд
Брецфельд (нім. Bretzfeld) — громада в Німеччині, знаходиться в землі Баден-Вюртемберг. Підпорядковується адміністративному округу Штутгарт. Входить до складу району Гоенлое.
Площа — 64,69 км2. Населення становить 12 552 ос. (станом на 31 грудня 2020).